# کودکان زندانیان
کودکان زندانیان٬(به انگلیسی: Children of Prisoners) کودکانی هستند که پدر یا مادر یا اینکه هردو آن‌ها در زندان بوده یا هنوز هستند. در رابطه با کودکان زندانیان دیدگاه‌های مختلفی وجود دارد. عده‌ای بر این باورند که دادن عنوان «کودک زندانی» یعنی برای او شخصیت جداگانه تعریف کردن، در صورتی که او هم یک کودک است. این گروه معتقدند با این کار، نهایتاً جلب توجه و ترحم می‌کنیم و کودک را به «قربانی» تبدیل کرده‌ایم. گروه دوم، کودک را با پدر یا مادر زندانی اش تعریف می‌کنند، وبا وجود اینکه از کودک زندانیان حرف می‌زنند ولی بیشتر مقصودشان کودک «زندانیان» است. به این معنی که برای کودک هویت جدا قایل نیستند. گروه سومی هم وجود دارد که معتقد است نام گذاری کودکانی که پدر یا مادر زندانی داشته یا دارند، می‌تواند کمک کند تا آثار احتمالی زندانی شدن پدر یا مادر بر روی آن‌ها را شناسایی کرده، و برای بهبود یا پیش گیری از ماندگاری آن، اقدام مناسبی صورت دهیم.
کودکان زندان را می‌توان کودکانی قلمداد کرد که همراه مادران شان در زندان نگهداری می‌شوند. بر اساس قوانین بسیاری از کشورها، به مادران زندانی این حق داده شده‌است که کودک خود را تا سن دو سال نزد خود در زندان نگهداری کنند. این قانون، در ایران نیز اجرا می‌شود. بعد از دو سال، در صورتی که زندانی، خانواده ای در بیرون از زندان داشته باشد، کودک به آن‌ها تحویل داده می‌شود؛ و الا نگهداری کودک همراه مادر ممکن است تا ۶ سالگی نیز ادامه پیدا کند و بعد از آن، کودک برای گذراندن مدرسه، به بهزیستی تحویل داده می‌شود.
طبق آخرین آمار رسمی منتشر شده، در سال ٬۱۳۹۲ ٬۲۱۰ هزار و ۶۷۲ زندانی در زندان‌های ایران به سر می‌برند. برآوردهای مختلف در سال‌های متفاوت حکایت از این دارد که تعداد زندانیان زن، تنها حدود ۴٪ کل زندانیان است. به این ترتیب از این تعداد بیش از ۸ هزار زن، در سراسر ایران دوران زندان خود را سپری می‌کنند. برآوردهای رسمی حاکی از آن است که ۵۰٪ از این افراد متأهل هستند. از سوی دیگر، آمار منتشر شده در سال ۸۶ ، از وجود ۴۵۰ کودک همراه مادران شان در زندان حکایت دارد. به این ترتیب در صورتی که نسبت کودکان زندان به زنان زندانی، همچنان ثابت مانده باشد، تخمین زده می‌شود در سال گذشته حدود ۶۰۰ کودک یعنی یک کودک به ازای هر هفت زن متأهل زندانی در زندان‌های سراسر ایران باشند.
توجه به ارتباط مادر و فرزند و فراهم کردن شرایط رشد متعادل با آسیب‌های روحی کمتر، تنها به ایجاد جامعه ای به نسبت سالم‌تر و شکسته شدن دایره جرم منجر نمی‌شود. تحقیقات نشان می‌دهد که این رابطه به بازگشت زندانی به جامعه و تمایل کمتر او به تکرار جرم نیز کمک زیادی می‌کند. این تحقیقات تأکید می‌کند که رابطه مادر و فرزند در زندان، چه مادرانی که امکان بزرگ کردن کودک خود در زندان را پیدا کرده‌اند و چه آن‌ها که ملاقات‌های مرتبی با کودک خود دارند، به ایجاد دلبستگی خانوادگی مادر و ایجاد انگیزه او برای بیرون آمدن از زندان و قرار گرفتن در جامعه منجر می‌شود.

## آثار زندانی شدن پدر یا مادر بر روی کودک
- تغییر در رابطه با پدر یا مادر زندانی

بسته به نوع رابطه کودک قبل از زندانی شدن پدر یا مادر و نوع رابطه در حین زندانی بودن (اعم از ملاقات، نامه، تلفن) تأثیر این عامل متفاوت خواهد بود.
- آثار مالی

با زندانی شدن پدر، یکی از مهم‌ترین منابع و در برخی موارد تنها منبع درآمد خانواده قطع می‌شود. در چنین شرایطی وابستگی مالی به اطرافیان یا افتادن بار مالی خانواده بر دوش مادر در کنار سایر وظایف نگهداری از کودکان، شرایط تازه و مشکلی را برای کودک فراهم می‌کند. حتی زندانی شدن مادر نیز بار مالی بر دوش خانواده خواهد گذاشت. همه این موارد در صورت ضعف مالی خانواده پیش از زندانی شدن، شرایط را بدتر از گذشته خواهد کرد و کودک را تحت تأثیر آن قرار داده و با خود مشکلات دیگری را نیز می‌تواند به همراه بیاورد.
- مشکلات روحی و جسمی

کودکی که زندانی شدن پدر یا مادرش را تجربه می‌کند، با مسایل روحی و جسمی مختلفی مواجه می‌شود. بسته به اتفاقاتی که هنگام دستگیری پدر یا مادر شاهد بوده، و نوع رابطه‌ای که در حین زندانی شدن شان با آن‌ها برقرار می‌کند، میزان حمایتی که از سوی جامعه اطراف از جمله مدرسه و محیط خانواده دریافت می‌کند، نوع آسیب‌های روحی و جسمی که متحمل می‌شود نیز متفاوت است. همچنین روانشناسان، در بسیاری از موارد با آثار روحی و جسمی متفاوتی در اثر زندانی شدن پدر یا مادر مواجه شده‌اند.
- حمایت اجتماعی

در حالی که کودکی که به دلیلی غیر از زندانی شدن، پدر یا مادر خود را از دست داده است، معمولاً از حمایت اطرافیان برخوردار است، یکی از شایع‌ترین اتفاقاتی که در اثر زندانی شدن پدر یا مادر می‌افتد، کاهش حمایت اجتماعی و احتمال انگ خوردن از سوی جامعه است. به همین دلیل، کودک ممکن است برخوردهای دیگران با پدر یا مادرش را درونی کند و خود را سرزنش کند. گاهی به همین دلیل، اطرافیان کودک در مورد دلیل غیبت پدر یا مادرش به او دروغ می‌گویند. بسته به سن کودک در شرایطی که وی در زمان دستگیری والدین اش، حضور نداشته، اطرافیان وی از گفتن حقیقت به وی خودداری می‌کنند و در حد امکان به جامعه اطراف نیز دروغ می‌گویند.

## روش‌های حمایت
- رابطه با پدر یا مادر قبل و در حین بازداشت

کودکی که رابطه خوبی با پدر یا مادرش، قبل از زندانی شدن دارد، احتمالاً تجربه دردناک تری از بازداشت آن‌ها خواهد داشت. اما احتمالاً رابطه مناسب و مثبت کودک با والدین اش، به او کمک خواهد کرد که رابطه مناسبی را نیز در دوران بازداشت و هنگام ملاقات برقرار کند. تحقیقات نشان داده است که کودکی که رابطه خوبی در حین بازداشت با پدر یا مادر زندانی اش برقرار کرده، رفتارهای عصبی و اضطراب‌های کمتری از خود بروز داده است. تحقیقات همچنین از آثار مثبت رابطه مناسب کودک و والدین، بر پدر و مادر زندانی و فراهم شدن زمینه بازگشت موفق او به جامعه بعد از آزادی صحبت کرده‌اند.
- حمایت اطرافیان و جامعه

ارتباط نزدیک با نگهدارنده، خانواده، دوستان و جامعه، نقش مثبت و مهمی برای کودکی که به هر دلیل امکان ارتباط مرتب با والدین زندانیش را ندارد، ایفا می‌کند. ارتباط نزدیک با اطرافیان، می‌تواند آثار منفی ضربه روحی را که به کودک وارد شده کاهش دهد و گذراندن روزهای سخت دوری از والدین اش را آسان کند. حمایت از افرادی خارج از محیط خانواده نیز می‌تواند نقش مهمی در بهبود رفتارهای کودک ایفا کند. تحقیقات نشان داده است که مربی گری و ایفای نقش برادر یا خواهر بزرگتر برای کودکانی که در خطر هستند (از جمله کودکان دارای والدین زندانی) می‌تواند در بهبود وضعیت درسی آنها، ارتباطات اجتماعی شان و همچنین فعالیت‌های حرفه‌ای و شغلی آینده شان مؤثر باشد. کودک با داشتن فردی در کنارش که نه تنها به خاطر پدر و مادر زندانی اش، به آن او انگ نمی‌زند، بلکه زندانی بودن آن‌ها را نادیده هم نمی‌گیرد، می‌تواند آماده مقابله با آسیب‌های روحی ناشی از این واقعه شود و از آن عبور کند.